# Desmodium macrostachyum
Desmodium macrostachyum är en ärtväxtart som beskrevs av William Botting Hemsley. Desmodium macrostachyum ingår i släktet Desmodium och familjen ärtväxter. Inga underarter finns listade i Catalogue of Life.